# لشکرکشی زنگیان به انطاکیه
لشکرکشی زنگیان به انطاکیه (انگلیسی: Zengid campaign against Antioch) که در سال ۱۱۳۵ به وقوع پیوست، به مجموعه حملات موفق عمادالدین زنگی علیه شاهزاده‌نشین انطاکیه گفته می‌شود که طی آن زنگیان موفق شدند شهرها و قلعه‌هایی همچون اتارب، زردنا، معره نعمان، معره مصرین و کفرطاب را فتح کنند. در پاسخ به این لشکرکشی نیروهای طرابلس اقدام به مسدود کردن مسیر شمال به جنوب کردند و به سمت قنسرین لشکرکشی کردند که زنگی توانست نیروهای طرابلس را در آنجا نیز شکست دهد.